# Wassian (Piatnicki)
Wassian, imię świeckie: Władimir Wasiliewicz Piatnicki (ur. 26 lutego?/10 marca 1879 w Moskwie, zm. 9 stycznia 1941 w Republice Autonomicznej Komi lub 27 grudnia 1938 w Swierdłowsku) – rosyjski biskup prawosławny, święty nowomęczennik.

## Życiorys
Urodził się w rodzinie kupieckiej, razem z dwiema siostrami był wychowywany przez babkę. Ukończył w 1902 studia prawnicze na Uniwersytecie Moskiewskim. W czasie studiów stracił wiarę, którą odzyskał w czasie ciężkiej choroby. Pod naciskiem ojca ożenił się, lecz szybko jego żona wystąpiła o rozwód.
W 1909 Władimir Piatnicki wstąpił jako posłusznik do pustelni Parakleta, jednego ze skitów filialnych Ławry Troicko-Siergijewskiej. W 1910, nadal jako posłusznik, został przeniesiony do Ławry Troicko-Siergijewskiej do pracy w jej kancelarii. 6 października 1913 złożył wieczyste śluby mnisze przed biskupem Teodorem (Pozdiejewskim). 13 października tego samego roku biskup Teodor wyświęcił go na hierodiakona. 15 sierpnia 1914 został wyświęcony na kapłana i odpowiadając na apel kierującej monasterem św. św. Marty i Marii w Moskwie wielkiej księżnej, mniszki Elżbiety, został kapelanem w jednym z pociągów sanitarnych armii rosyjskiej.
W 1917 uzyskał dyplom kandydata nauk teologicznych w Moskiewskiej Akademii Duchownej i został stypendystą profesorskim w katedrze archeologii biblijnej i języka hebrajskiego. W 1919, po zamknięciu Ławry przez władze bolszewickie, podjął służbę duszpasterską w cerkwi św. Paraskewy w Siergijewie. Otoczył również szczególną opieką duchowną grupę mniszek i posłusznic monasteru Spotkania Pańskiego w Kaszynie, które zostały zmuszone do opuszczenia zamykanego klasztoru i zamieszkania w Siergijewie. W 1919 Wassian (Piatnicki) otrzymał godność igumena.
8 sierpnia 1921 duchowny został wyświęcony na biskupa jegoriewskiego, wikariusza eparchii riazańskiej. Już 29 października tego samego roku został aresztowany przez Czeka i osadzony w więzieniu w Riazaniu. W styczniu 1922 przewieziony do więzienia na moskiewskich Butyrkach, został z niego zwolniony w lutym tego samego roku. Po zwolnieniu biskup Wassian zamieszkał w dzielnicy Pluszczicha w Moskwie i służył w cerkwi Zwiastowania w Moskwie-Bierieżkach.
W 1925 przystąpił do ruchu grigoriewców, przez co w roku następnym zastępca locum tenens Patriarchatu Moskiewskiego Sergiusz (Stragorodski) zawiesił go w czynnościach. W związku z tym 28 maja 1926 biskup Wassian złożył publiczny akt pokutny i wrócił do Rosyjskiego Kościoła Prawosławnego. Jego krótkotrwały związek z niekanonicznym ruchem sprawił jednak, iż jego autorytet wśród wiernych znacznie spadł. 22 czerwca 1927 został jednak skierowany do eparchii tambowskiej, gdzie jako biskup kozłowski, wikariusz, miał nią tymczasowo zarządzać. 9 kwietnia 1930 został podniesiony do godności arcybiskupiej. W 1930 został aresztowany pod zarzutem antyradzieckiej agitacji, jednak 4 lutego 1931 zwolniono go z braku dowodów.
W październiku 1935 został aresztowany po raz kolejny. Duchownego oskarżono o celowe ukrywanie cennych utensyliów cerkiewnych uratowanych z konfiskaty z roku 1922 oraz o prowadzenie agitacji antyradzieckiej. W 1936 Wassian (Piatnicki) został skazany na osiem lat pozbawienia wolności. Karę odbywał w Autonomicznej Republice Komi (obóz Uchpieczłag). Moment i okoliczności jego śmierci nie są jednoznacznie znane. Według dokumentów NKWD zmarł 9 stycznia 1941 w obozie. Według innej wersji duchowny pracował w obozie przy wyrębie lasu, jednak szybko stracił całkowicie zdrowie i został uznany za niezdolnego do pracy. W związku z tym w grudniu 1938 trafił do szpitala w Swierdłowsku i tam zmarł.
W grudniu 2000 Wassian (Piatnicki) został zaliczony do Soboru Świętych Nowomęczenników i Wyznawców Rosyjskich.